# مالاویکا موهانان
مالاویکا موهانان (به انگلیسی: Malavika Mohanan) (زاده ۴ اوت ۱۹۹۳) بازیگر هندی است.
از کارهای معروف او می‌توان به بازی در فیلم اوباش، آن‌سوی ابرها و مستر اشاره کرد.